# مخاطر الائتمان
مخاطر الائتمان هي مخاطر التخلف عن سداد الديون التي قد تنشأ عن فشل المقترض في سداد المدفوعات المطلوبة.

## نبذة
```
في البداية تتمثل المخاطرة في المقرض وتتضمن 
خسارة رأس المال
 والفوائد، وتعطيل 
التدفقات النقدية
، وزيادة تكاليف التحصيل.
[
2
]
 قد تكون الخسارة كاملة أو جزئية.
[
3
]
```

في سوق تتسم بالكفاءة، سوف تترافق المستويات الأعلى من مخاطر الائتمان مع ارتفاع تكاليف الاقتراض. لهذا السبب، يمكن استخدام مقاييس تكاليف الاقتراض مثل فرق العائد لاستنتاج مستويات مخاطر الائتمان بناءً على تقييمات المشاركين في السوق.

## الخسائر
يمكن أن تنشأ الخسائر في عدد من الظروف، على سبيل المثال:
- قد يفشل المستهلك في سداد دفعة مستحقة على قرض رهن عقاري أو بطاقة ائتمان أو أي قرض آخر.
- الشركة غير قادرة على سداد ديون الرسوم الثابتة أو المتغيرة المضمونة بالأصول.
- لا يدفع النشاط التجاري أو المستهلك فاتورة تجارية عند الاستحقاق.
- الأعمال التجارية لا تدفع أجور الموظف المكتسبة عند استحقاقها.
- لا يقوم مُصدر السندات التجارية أو الحكومية بتسديد دفعة على قسيمة أو دفعة أساسية عند الاستحقاق.
- لا تدفع شركة التأمين المعسرة التزامًا بالوثيقة.
- لن يقوم بنك معسر بإعادة الأموال إلى المودع.
- تمنح الحكومة الحماية من الإفلاس للمستهلك أو الأعمال المعسرة.

## تقليل المخاطر
لتقليل مخاطر الائتمان للمقرض، يجوز للمقرض إجراء فحص ائتماني للمقترض المحتمل، وقد يطلب من المقترض الحصول على تأمين مناسب، مثل تأمين الرهن العقاري، أو طلب ضمان على بعض أصول المقترض أو ضمان من طرف ثالث.
يمكن للمقرض أيضًا الحصول على تأمين ضد المخاطر أو بيع الديون إلى شركة أخرى. بشكل عام كلما زادت المخاطر ارتفع سعر الفائدة الذي سيُطلب من المدين دفعه على الدين. تنشأ مخاطر الائتمان بشكل رئيسي عندما يكون المقترضون غير قادرين أو غير راغبين في الدفع.

## روابط خارجية
- Bank Management and Control, Springer Nature – Management for Professionals, 2020
- A Guide to Modeling Counterparty Credit Risk –  SSRN Research Paper, July 2007
- Defaultrisk.com – research and white papers on credit risk modelling
- The Journal of Credit Risk publishes research on credit risk theory and practice.
- Soft Data Modeling Via Type 2 Fuzzy Distributions for Corporate Credit Risk Assessment in Commercial Banking SSRN Research Paper, July 2018